# Peter Stormare
Rolf Peter Ingvar Storm (27 de agosto de 1953), conocido artísticamente como Peter Stormare, es un actor sueco de cine, teatro y televisión, y también se dedica a la música y a la dirección teatral. Por su inglés fluido y su habilidad de imitar acentos, se ha convertido en un actor muy prestigioso en las producciones estadounidenses, usualmente interpretando personajes europeos o de otras nacionalidades, muchos de los cuales son muy excéntricos.

## Primeros años
Rolf Peter Ingvar Storm nació en Kumla, Närke, y creció en Arbrå, Gävleborgs län, hijo de Gunhild (Holm) y Karl Ingvar Storm, un inventor de piezas para máquinas. A los seis años de edad expresó por primera vez sus deseos de ser actor. Después de un breve paso por la Fuerza Aérea, Stormare tuvo sus primeros contactos con la actuación a los 20 años de edad, cuando se encontraba viviendo en Estocolmo y asistió a un curso de actuación durante cuatro años graduándose en 1981 Cambió su nombre porque coincidía con el de un estudiante en la academia de actuación. El primer nombre que eligió fue Retep Mrots (su nombre escrito al revés), pero fue rechazado y entonces se decidió por Stormare.

## Carrera
Stormare comenzó su carrera en el teatro Dramaten de Estocolmo, y mientras estaba de gira con la obra Class Enemy, fue descubierto por el cineasta Ingmar Bergman quien le daría un papel en la película Fanny y Alexander (1982) y luego en producciones teatrales como La señorita Julia, El rey Lear, Hamlet (1987) y Largo viaje hacia la noche (1988). Durante once años en el Dramaten, Stormare también escribió y dirigió obras como Class, El Paso y The Electric Boy.
Su primer papel como protagonista en el cine fue en Den Frusna Leoparden (1986), donde intenta apartar a su hermano menor de la vida criminal. Al año siguiente interpretó a un apicultor en Mälarpirater (1987), otra cinta sueca.
En 1990 se trasladó a Japón para trabajar como director de arte en el Tokyo Globe Theatre. Tres años más tarde se mudó a Nueva York y comenzó a trabajar en producciones en inglés. Su primer trabajó en Estados Unidos fue Despertares (1990), interpretando a un neuroquímico, una cinta protagonizada por Robert De Niro y Robin Williams. Continuó con papeles en dos producciones europeas: Freud flyttar hemifrån... (1991) de Susanne Bier y Damage (1992) de Louis Malle. Luego se trasladó a California. En 1993 trabajó en la obra The Swan en el Teatro Público de Nueva York junto a la actriz Frances McDormand, esposa del director Joel Coen.
Fue descubierto por el público internacional por su papel como secuestrador despiadado (trabajando con Steve Buscemi) en la película Fargo (1996) de los hermanos Coen. En 1998 protagonizó la película de acción sueca Hamilton, dirigida por Harald Zwart, interpretando a Carl Hamilton, un agente secreto.
Posteriormente interpretaría a Dieter Stark en The Lost World: Jurassic Park (1997); Uli Kunkel, uno de los nihilistas, en El gran Lebowski (1998); y Lev, el cosmonauta ruso, en Armageddon (1999). También personificó al siniestro director de cine pornográfico Dino Velvet en el thriller 8mm (1999); al "doctor de ojos" sin licencia Solomon Eddie en Minority Report (2002); a Alexi en Bad Boys II (2003); al capitán Ernst Röhm en la miniserie Hitler: The Rise of Evil; a Lucifer en Constantine (2005); y a un interrogador en The Brothers Grimm (2005).
En 1998 apareció en un episodio de la serie Seinfeld como "el ladrón eléctrico" conocido con el nombre de Slippery Pete. Su primer papel importante en la televisión fue en la serie Prison Break (2005), interpretando al jefe de la mafia John Abruzzi. Originalmente iba a trabajar en la película Fido, pero prefirió rechazar esa opción para actuar en Prison Break.
Protagonizó la película Svartvattnet, filmada en Suecia y Noruega en 2007. Le ofrecieron un papel de un año en la serie Lost, pero lo rechazó. En 2007, Stormare continuó interpretando papeles en Premonition y en un episodio de CSI: Crime Scene Investigation. Debutó en Broadway en 2009 junto a Mary-Louise Parker en la obra Hedda Gabler.

## Vida privada
Stormare divide su tiempo entre Estados Unidos y Suecia. Está divorciado de su primera esposa, la actriz Karen Sillas, con la cual tuvo una hija llamada Kelly en 1989. En 2008 se casó con Toshimi, originaria de Japón, con quien tuvo una hija en 2009 a quien llamaron Kaiya Bella Luna Stormare.
Después de que Bono de U2 escuchara algo de la música de Stormare, lo alentó para que grabara su primer álbum, Dallerpölsa och småfåglar (2002). Stormare formó una banda llamada Blonde From Fargo.
Es el padrino del actor Gustaf Skarsgård, hijo del también conocido actor sueco Stellan Skarsgård.
Stormare es cristiano y asegura haber tenido contacto con Dios. De joven, participó de reuniones bautistas en Arbrå. Tiene un lado espiritual muy fuerte, heredado de su madre quien era médium, que a su vez lo heredó de su padre.

## Filmografía
- Until Dawn (2025) como el Dr. Alan J. Hill [13]
- Horror Noire (Sundown) (2021) como Constantine Erebus Mayor Town
- Songbird (2020)
- Frau & Mann (2019) videoclip Lindemann
- Steh Auf (2019) videoclip Lindemann
- The Poison Rose (2019) como Slide
- Castlevania (serie de TV) (2018) como Godbrand
- Más allá del cielo (película) (2018) como Peter Norton.
- John Wick: Chapter 2 (2017)
- American Gods (serie de TV) (2017) como Czernobog
- Midnight Sun (serie de TV) (2016)
- Those Who Can't (2016)
- Las Tortugas Ninja (serie de TV) (2015-2017) como Lord Dregg
- Call of Duty: Black Ops 3 (2015) (spot del videojuego) como "The Replacer"
- Until Dawn (2015) (videojuego) como el Dr. Alan J. Hill
- Strange Magic (2015)
- Los pingüinos de Madagascar (Voz) (2014)
- Clown (2014)
- Arrow (serie de TV) (2014) como Werner Zytle/Vértigo
- 22 Jump Street (2014)
- The Blacklist (2014) como Berlín
- Mall (2014)
- Tokarev (2014)
- Psych (serie de TV) (2014)
- The Last Stand (2013) como Burrell
- Hansel and Gretel: Witch Hunters (2013) como el Sheriff Berringer
- Call of Duty: Black Ops 2 (2012) (spot del videojuego) como "The Replacer"
- Hawai 5.0 (serie de TV, episodio: "Familia") (2012)
- Get the Gringo (2012) como Frank Fowler
- Lockout (2012)
- Dylan Dog: Dead of Night (2011)
- Henry's Crime (2011)
- Janie Jones (2010)
- Small Town Murder Songs (2010)
- The Imaginarium of Doctor Parnassus (2009)
- Transformers Animated (2008)
- Insanitarium (2008)
- Command & Conquer: Red Alert 3 (videojuego) (2008)
- Premonition (2007)
- Anamorph (2007)
- Unknown (2006) como Snakeskin Boots
- Nacho Libre (2006)
- The Batman vs. Drácula (solo en DVD) (2005)
- Prison Break (serie de TV) (2005-2006)
- The Brothers Grimm (2005) como Cavaldi
- Quake 4 (videojuego) (2005)
- Constantine (2005) como Satanás
- Hitler: The Rise of Evil (2003)
- Bad Boys II (2003)
- Spun (2002)
- Minority Report (2002)
- 13 Moons (2002)
- Windtalkers (2002)
- The Tuxedo (2002)
- Bad Company (2002)
- The Million Dollar Hotel (2000)
- Chocolat (2000)
- Dancer in the Dark (2000)
- Circus (2000)
- 8mm (1999)
- Armageddon (1998)
- Mercury Rising (1998)
- The Big Lebowski (1998)
- Hamilton (1998)
- The Lost World: Jurassic Park (1997)
- En presencia de un payaso (1997) como Petrus Landahl
- Fargo (1996)
- Damage (1992)
- Despertares (1990)
- Fanny y Alexander (1982)